# 野村真季
野村 真季（のむら まさき、1975年12月2日 - ）は、テレビ朝日のエグゼクティブアナウンサー。

## 来歴
三人姉妹の三女として、神奈川県横浜市で育つ。神奈川県立市ケ尾高等学校、東京女子大学現代文化学部を卒業。
学生時代の部活動はバスケットボール部（小学校・中学校）と調理部（小学校・高校）。大学在学中はラクロス部で活動し、イギリスに短期留学もした。

## 職務経歴
1998年、テレビ朝日に入社。同年10月より、『サンデージャングル』の「ニュース・情報」コーナーのニュース読みを2000年3月まで担当。
1999年10月より『スーパーJチャンネル』でリポーター・天気を2001年3月まで、『ダヴィンチの予言』のナレーションを2002年3月まで担当。
2000年4月より、『ラジ朝@モーニング』のキャスターを2001年9月まで担当。
2001年4月より、『虎の門』の司会を2006年3月まで、『不思議どっとテレビ。これマジ!?』のリポートを2002年3月まで担当。同番組でのミステリーサークル企画のリポートにより、第1回（2002年）ANNアナウンサー賞「原稿のないもの部門」で奨励賞を受賞。
2001年10月より2002年3月まで『N天トップ!』、2002年10月まで『ワガまんまキッチン』出演。
2002年4月より9月まで『クイズ!バーチャQ』、2006年3月まで『朝いち!!やじうま』に出演。 
2005年4月より2006年3月まで『ANN NEWS&SPORTS』土・日曜のニュース担当、2006年3月まで『Matthew's Best Hit TV+』の準レギュラー&複数コーナー司会を担当。
2006年4月より2007年3月まで『スーパーモーニング』司会を担当。
2007年6月13日より、地上デジタル放送推進大使のテレビ朝日代表を担当。
2008年、産休入り、4月10日に第一子となる女児を出産し、2009年4月15日、職場に復帰。
2009年10月より2010年3月まで『もらえるテレビ!』の進行補佐役を担当。
2010年4月より12月まで『使える!アイデアハウス』のアシスタント役を担当 。
2011年4月より9月まで『やじうまテレビ!』土曜版の総合司会を担当。
2011年10月より2013年9月まで、『News Access』（→ ごごいち!ニュースキャッチ → 午後のニュースルーム）のメインキャスターを務める。
2015年、産休入り、8月14日に第二子となる男児を出産し、2016年10月3日に職場に復帰。
2017年4月より2019年4月まで『東京サイト』のナレーションを担当。
2019年4月より、『ワイド!スクランブル』の第1部のニュースコーナー（10:30頃から数分）および『ANNニュース』のコーナー（11:45 - 12:00）を担当（2020年5月17日まで月 - 金曜、5月18日より2021年10月3日まで月・水・金曜、2021年10月4日より土曜担当中）。
2022年5月4日より平日午後放送『ANNスポットニュース』の火・水曜を担当中。
上述以外にも、単発の番組、不定期の番組など出演多数。→#出演・担当番組

## パーソナルデータ
- 資格：保育士、英語検定準1級、普通自動車免許[4]。
- 趣味：読書[4]。
- 好きな本：『世界の終りとハードボイルド・ワンダーランド』（村上春樹 著）、『あなたの体は9割が細菌』（アランナ・コリン 著） ISBN 978-4309253527 [4]。
- 幸せを感じるとき：子供たちにぎゅーっとしてもらう時[4]。
- 既婚。2004年夏、7歳年上の広告代理店社員と入籍[3]。
- 身長・171 cm[4]。血液型・A型[1]。

## 出演・担当番組

### テレビ
★は出演中
- ANNニュース（土曜日5時50分 - 、11時45分、2021.10.9）★
- 有吉クイズ - 進行★
- ロンドンハーツ（「オトコ試験」コーナーアシスタント、不定期）
- 百年名家〜築100年の家を訪ねる旅（BS朝日、ナレーション）
- サンデージャングル - 1998.10 - 2000.9
- スーパーJチャンネル - 1999.10～2001.03,2002.10 - 2004.3
- ラジ朝アットモーニング - 2000.4～2001.9
- 不思議どっとテレビ。これマジ!? - 2001.4 - 2002.3
- 虎の門 - 2001.4 - 2006.3
- N天トップ! - 2001.10 - 2002.3
- ワガまんまキッチン - 2001.10 -2002.10
- クイズ!バーチャQ - 2002.4 - 9
- トリセツ（不定期） - 2002
- 朝いち!!やじうま - 2002.4 - 2006.3
- ANN NEWS&SPORTS（土・日曜日） - 2005.4 - 2006.3
- Matthew's Best Hit TV+（準レギュラー&複数コーナー司会） - 2005.4 - 2006.9
- スーパーモーニング - 2006.4 - 2007.3
- すくいず!「電脳ヒルズ」- 2007.5,6
- もらえるテレビ!（進行補佐役） - 2009.10.3 - 2010.3.27
- 使える!アイデアハウス（アシスタント） - 2010.4.3 - 12.25
- やじうまテレビ!（土曜版） - 2011.4 - 9
- キレイ（仮）（不定期）
- ダヴィンチの予言（ナレーション） - 1999.10 - 2002.3
- 都のかほり（ナレーション、不定期でロケ出演あり） - 2004.4 - 2008.3
- おかずのクッキング（ナレーション）
- 映画クレヨンしんちゃん オラの引越し物語 サボテン大襲撃（ナレーション） - 特番2015.4
- 日曜ワイド『司法教官・穂高美子6』 - 解説放送ナレーション
- 東京サイト （ナレーション） - 2017.4.3 - 2019.4.12
- MOTTO!! （土曜日・不定期 11:43 - 11:45、聞き手） 企業の紹介番組
- クイズ!人生ゲーム（BS朝日） - 2004.4 - 2005.11
  - クイズ!人生ゲームリターンズ（BS朝日） - 2006.1 - 3
- 伊藤元重の経済×未来研究所（BS朝日） - 2007.4 - 9
- be MEDICAL（BS朝日） - 2007.4 - 2008.3
- News Access → ごごいち!ニュースキャッチ → 午後のニュースルーム（BS朝日） - メインキャスターとして2011.10 - 2013.9。それまで不定期
- 山口教授の"ホントの経済"（朝日ニュースター、司会）
- 鳥越俊太郎 医療の現場!（BS朝日、佐分千恵の後任）
- ワイド!スクランブル・第1部（2019.4 - 2021.10.1、ニュース担当。10:30頃から数分と11:45 - 12:00の2回で、後者は『ANNニュース』のコーナー担当。2020.5.17まで月 - 金曜、5.18より2021年10.3まで月・水・金曜、2021.10.4より土曜担当中）
- 爆笑問題&霜降り明星のシンパイ賞!! （「芸人シンパイニュースショー」コーナー担当、不定期出演）
- 激レアさんを連れてきた。（2023年10月30日、テレビ朝日）MCの弘中綾香アナウンサーが10月23日の放送をもって産休入りしたため、代役一人目としてこの日に登場[5]。
- 激レアさんを連れてきた。（2024年1月22日、テレビ朝日）週替わりで代役MCが登場するなか、初めて2度目のMCを務めた[6]。

## ドラマ・舞台・映画
- ドラマ
  - 「あなドラ♪ないと」ヒロカ役
  - 「最後の晩餐 〜刑事・遠野一行と七人の容疑者〜」ジャパンテレビのアナウンサー役 - 2011.5.14
- 舞台「voice」シリーズ
  - 「2」
  - 「3」マサキ（ロボット）役
  - 「4」アナブルー役 ※DVDあり
  - 「5」マサキ（バーのママ）役
- 映画「スカイハイ　劇場版」 ※DVDあり

## エッセイ
- 「日々のかほり」（読売新聞土曜版に連載） - 2005.7 - 12

## 脚註
トリビア、雑学
1. ↑  トリビア - 同期入社のアナウンサーは、小木逸平・小松靖・上山千穂・徳永有美（徳永は退社）
2. ↑  トリビア - 第21回参議院議員通常選挙出馬の為退社した丸川珠代に替わるため。

出典など
1. 1 2  野村真季のプロフィール・画像・写真(1000000663) WEBザテレビジョン
2. ↑  “組織図”. テレビ朝日 2022年6月4日閲覧。
3. 1 2  “妊娠告白から3カ月…野村アナ女児出産”. スポーツニッポン. (2008年4月12日) 2013年2月28日閲覧。
4. 1 2 3 4 5  テレビ朝日、アナウンサーズ、野村真季
5. ↑  弘中綾香アナ不在「激レアさん」代役一発目にまさかの人物が登場！ネット沸く「お綺麗です」本人はド緊張 - スポーツ報知 2023年10月31日
6. ↑  弘中アナ不在「激レアさん」48歳美人アナ再び現る「ほんとに綺麗」「貫禄！」代役2度目にネット沸く - スポーツ報知 2024年1月23日